# Комсомольское озеро (пруд, Душанбе)
Комсомо́льское о́зеро — искусственное озеро (пруд) на севере Душанбе, которое наполняется из реки Душанбинка (Варзоб). В данный момент называется Молодёжное озеро (тадж. «Кӯли ҷавонон»)

## Характеристика
Озеро расположено к югу от Молодёжного парка (тадж. "Боғи ҷавонон") района Исмоила Сомони г. Душанбе.
Площадь озера составляет 21 га. Длина озера — 700 м, ширина — 250-350 м, максимальная глубина — 5 м. Периодически (зимой) озеро осушается. На юго-восточном берегу озера оборудована лодочная станция.

## История
Комсомольское озеро в Душанбе (ныне — тадж. «Кӯли ҷавонон») было создано в 1939 году по инициативе советской молодёжи, именно поэтому озеро получило своё название. Озеро было первым искусственно созданным водоёмом в Таджикистане, предназначенным специально для общественного купания.
В советские годы Комсомольское озеро было так же и важным спортивным объектом, на базе которого существовало несколько спортивных школ, где тренировались гребцы и каноисты.
Гребная база «Спартак» располагалась на южном берегу озера;
гребная база «Мехнат» располагалась на западном берегу озера;
гребная база Республиканской школы Олимпийского резерва располагалась на северо-западном берегу озера.
В числе спортсменов, занимавшихся в спортивных секциях на Комсомольском озере, были олимпийские чемпионы братья Юрий и Михаил Лобановы.